# Fort Den Haak
Fort Den Haak is een voormalig fort dat lag bij Vrouwenpolder op Walcheren. In 1588 werd het fort gebouwd op last van de Staten van Zeeland, omdat er voor een Spaanse invasie werd gevreesd. In de zeventiende eeuw werd het fort beschadigd door zeewater en verloor een deel van haar strategische waarde door oprukkende duinen. In 1809 landden Britse troepen dicht bij het fort en werd deze na weinig verzet ingenomen. Toen de Britten het eiland verlieten werd het fort grotendeels door hen ontmanteld. In 1854 werden de restanten van het fort als vestingwerk opgeheven. Enkele contouren van het fort zijn nog zichtbaar.

## Voorgeschiedenis
Tijdens de Tachtigjarige Oorlog viel in 1572, op Middelburg na, geheel Walcheren in handen van de Geuzen. De Spanjaarden probeerden tweemaal Walcheren te heroveren. Op 7 mei 1572 werden meer dan 1000 soldaten aan land gezet op het strand bij Breezand in Vrouwenpolder. Ze veroverden Arnemuiden en bedreigden de stad Veere. Al een week later dwongen felle tegenaanvallen over land en op zee de Spanjaarden tot de terugtocht en het beleg van Veere kwam ten einde. Op 14 augustus 1573 volgde een tweede invasie bij Den Haak. Meer dan tweeduizend soldaten slaagden er in Middelburg te bereiken en te bezetten, maar dit was van korte duur. Na de val van Middelburg in 1574 viel het gehele eiland echter in handen van Oranje. Na deze geslaagde invasies was duidelijk dat het strand een zwakke plek was in de verdediging. 

## De bouw
In de jaren daarna werd er door Zeeuwse bestuurders enkele keren geopperd om bij Den Haak een fort te bouwen. In 1577 lag een eerste plan gereed, maar er werd niets mee gedaan. In 1588 werden er plotseling gehaast plannen gemaakt, omdat gevreesd werd voor een mogelijke Spaanse invasie. Op 12 maart besloot de Staten van Zeeland het fort te bouwen en eind mei moest het werk af zijn.
Simon Claus en Jan Simonsse van der Vere werd aangesteld als bouwmeesters. Het vestingwerk kreeg een vierkante vorm, met twee halve bastions aan de zeezijde en twee hele bastions aan de landzijde. De bastions werden verbonden met aarde wallen en het geheel aan de landkant werd omringd met een natte gracht. Op 23 mei 1588 was het werk gereed en werden de eerste soldaten op het fort gelegerd. Korte tijd later voerde de Spaanse Armada uit, maar dit liep uit voor een ramp voor de Spanjaarden waarmee het gevaar voor Zeeland was geweken.
Bij het uitbreken van de Eerste Engels-Nederlandse Oorlog(1652-1654) was het fort nog in redelijke staat. Het fort werd wel bedreigd door de natuur, op land kwamen de duinen steeds dichterbij en in 1682 sloeg de zee grote delen van het fort aan de zuidzijde weg. Voor opgeven was het te vroeg maar er was eveneens grote twijfel over het militaire nut, er werd minimaal aandacht en geld aan besteed. In 1793 bestond de bewapening van het fort uit dertien 24-ponders en twee houwitsers.

## Britse invasie van Walcheren in 1809
De Bataafse Republiek, en later het Koninkrijk Holland, waren als vazalstaten van het Franse keizerrijk in oorlog met Groot-Brittannië. Koning Lodewijk Napoleon Bonaparte vreesde een Britse invasie. Een inspectie van de verdedigingswerken op Walcheren wees uit dat het strand van Breezand zeer geschikt was voor een landing, maar ook dat het fort vervallen was en niet meer geschikt voor moderne oorlogsvoering. De muurwerken waren bouwvallig en omdat de twee zuidelijke bastions waren weggeslagen was het fort vrijwel onverdedigbaar. Desondanks was het nog wel bewapend met vier kanonnen van 24 pond, drie van 12 pond en tien mortieren van 7,5 pond.
De Britten maakten inderdaad plannen voor een invasie van Walcheren met als doelen een tweede front te openen en daarmee bondgenoot Oostenrijk te steunen dat in april was binnengevallen door Napoleon, maar ook om de belangrijke marinebasis van Antwerpen in handen te krijgen. Eind juli voer de invasiemacht van ongeveer 40.000 soldaten onder bevel van Lord Chatham richting Walcheren waar zij op 28 juli werden ontdekt. De Franse brigadegeneraal van Belgische komaf, Pierre Jacques Osten, trok met zijn troepen naar Breezand toen bleek dat de Britten daar gingen landen. De Hollandse Luitenant-Generaal Stewart John Bruce zette zijn post bij Den Haak op 29 juli. Hier waren toen al de 2e compagnie infanterie en delen van de 2e compagnie artillerie aanwezig. Deze troepen werden nog aangevuld met de 3e compagnie infanterie uit Middelburg en de 7e compagnie uit Domburg, bij elkaar waren dit ongeveer 350 man. Op 30 juli landden de Britten bij Breezand. Bruce was niet van plan veel weerstand te bieden en er werden al plannen gemaakt om de troepen te evacueren naar Zuid-Beveland. Na het lossen van enkele schoten met de kanonnen van het fort, trok hij zijn troepen direct terug naar Veere. De Engelse troepen, onder bevel van generaal Fraser konden zodoende met gemak het fort veroveren. In de nacht, vestigde Lord Chatham tijdelijk zijn hoofdkwartier in het fort, de volgende dag vielen Veere en Middelburg al in Britse handen.
Na de overgave van Vlissingen op 15 augustus werden bij Fort Den Haak de gevangen verzameld en ingescheept naar Engeland. De Britse expeditie eindigde in een debacle en in december verlieten de laatste troepen Walcheren. Hierbij werd het wachthuis bij het fort in brand gestoken en het fort zelf zo veel mogelijk ontmanteld. In 1810 bezocht keizer Napoleon Walcheren persoonlijk en besliste dat fort Rammekens en de vestingsteden Vlissingen en Veere moesten worden gemoderniseerd, fort Den Haak werd niet van genoeg waarde geacht om te herstellen.
Nadat de Fransen vertrokken in 1814, werd het fort door het nieuwe Nederlandse Ministerie van Oorlog nog wel als verdedigingswerk der derde klasse aangeduid. Pas in 1854 werd het fort afgestoten en verloor het de defensieve functies.

## Restanten
Tot het begin van de twintigste eeuw bleef de voormalige kruitkamer in gebruik als een woning voor een arme familie. In de jaren 1960 is de Veerse Gatdam aangelegd die Walcheren met Noord-Beveland verbond. De N57 die over deze dam loopt ligt pal naast het voormalige fort. De contouren van de twee landbastions, met name de westelijke bastion, zijn nog zichtbaar in het landschap. Op de plaats van de zeebastions staan een snackbar en een restaurant. De restanten van het fort zijn onderdeel van een natuurgebied van Staatsbosbeheer.
In de omgeving zijn nog verwijzingen naar het fort te vinden, met name in naamgeving. Zo ligt er ten westen van het voormalige fort de Fort Den Haakweg en ten zuiden het vakantiepark Fort Den Haak.